# Тболи (язык)
Тболи (Tagabili, T’boli, Tiboli) — австронезийский язык, на котором говорят в провинции Южный Котабато острова Минданао на Филиппинах, а также в соседних провинциях Султан-Кударат и Сарангани. Население также использует илонготский диалект.
Согласно филиппинской переписи 2000 года, около 100 000 филиппинцев назвали тболи или тагабили своим родным языком.